# Samuel Cony
Samuel Cony, född 27 februari 1811 i Augusta, Massachusetts (i nuvarande Maine), död 5 oktober 1870 i Augusta, Maine, var en amerikansk politiker. Han var Maines guvernör 1864–1867.
Cony utexaminerades 1829 från Brown University, studerade sedan juridik och hade därefter en framgångsrik karriär som advokat.
År 1854 tjänstgjorde Cony som borgmästare i Augusta. Han bytte senare parti från demokraterna till republikanerna. Redan före partibytet stödde han starkt nordstaternas insatser i amerikanska inbördeskriget.
Cony efterträdde 1864 Abner Coburn som guvernör och efterträddes 1867 av Joshua Chamberlain. År 1870 avled han 59 år gammal och gravsattes på Forest Grove Cemetery i Augusta.